# Verbascósido
Verbascósido é um glicosídeo feniletanoide de cafeoil. É um éster formado pelo feniletanoide hidroxitirosol, o fenilpropanoide ácido cafeico e pelo açúcar alfa-Lramnopiranosila-(1->3)-beta-D-glicopiranose.

## Ocorrências

### Ocorrências naturais
O verbascósido pode ser encontrado em espécies de todas as famílias da ordem Lamiales. Conhecem-se apenas dois exemplos de ocorrência fora desta ordem, no clado Asterídeas.
em Lamiales
Na família Lamiaceae, pode ser encontrado nas plantas medicinais do género Phlomis, na Scrophulariaceae, em Verbascum phlomoides, Verbascum mallophorum, ou, na família Buddlejaceae, em Buddleja globosa ou Buddleja cordata, na família Bignoniaceae, em Pithecoctenium sp e Tynanthus panurensis, na família Orobanchaceae, em Cistanche sp e Orobanche rapum-genistae, em Plantaginaceae, Plantago lanceolata, em Verbenaceae, Verbena officinalis (verbena-comum), Aloysia citrodora (lúcia-lima) e Lantana camara, em Oleaceae, Olea europaea (oliveira), em Lentibulariaceae, na planta carnívora Pinguicula lusitanica, e, em Byblidaceae, Byblis liniflora.

### Derivados
Derivados de verbascósido podem ser encontrados em Verbascum undulatum e notavelmente apiósidos em Verbascum sp.

### Em culturasin vitro
Pode também ser produzido em culturas de células vegetais de Leucosceptrum sp (Lamiaceae) e Syringa sp (Oleaceae). Pode também ser produzido em culturas de raízes transformadas de Paulownia tomentosa (Paulowniaceae).

## Actividade biológica
O verbascósido possui actividade antimicrobiana, sobretudo contra Staphylococcus aureus. Pode possuir também propriedades anti-inflamatórias.
Embora existam registos de alguma genotoxicidade do verbascósido in vitro em linfócitos humanos com envolvimento das proteínas PARP-1 e P53, testes in vivo posteriores reportaram ausência de genotoxicidade para administração oral de alta dosagem. É um inibidor da proteína quinase C.